# Protesi dentaria
L'espressione Protesi Dentaria presenta due significati, correlati fra loro.
In odontoiatria, la protesi dentaria costituisce la disciplina medica specialistica che si occupa della sostituzione, totale o parziale, dei tessuti dento-alveolari mancanti, nonché degli elementi dentari stessi. La disciplina, comunemente nota come odontoiatria protesica, in opposizione all'odontoiaitra rigenerativa, prevede che i tessuti biologici perduti, in tutto o in parte, siano reintegrati mediante un sostituto alloplastico artificiale. Questo è applicato in stretta prossimità dei tessuti oro-dentali indenni (protesi esterne) oppure impiantato nei tessuti vitali medesimi (protesi interne).
In odontoiatria, la protesi dentaria identifica, altresì, il dispositivo alloplastico (apparecchio protesico o apparato protesico), rivolto alla sostituzione dell'unità dento-alveolare (o parte di essa) con l’intento di supplire alla sua morfologia e funzione. L'odontoiatria protesica richiede un alto livello di prestazioni operative che integrano le conoscenze teoriche di base, la capacità decisionale critica, la  comprensione approfondita dei protocolli clinici, l'esecuzione delle abilità tecniche specialistiche e la capacità di comunicare con il paziente. L'espressione attuale, che identifica la metodologia multidisciplinare posta alla base della disciplina protesica, e che la identifica dal punto di vista concettuale, è riabilitazione orale.

## Caratteristiche
La progettazione e la costruzione delle protesi devono rispettare i seguenti requisiti:
- Funzionalità: riguarda il ristabilimento della corretta masticazione e delle funzioni articolari (apertura, chiusura, lateralità destra-sinistra, protrusione-retrusione e corretta fonetica).
- Resistenza: la protesi deve resistere al carico masticatorio e all'usura dei liquidi buccali.
- Innocuità: la protesi deve essere costruita con materiali che non siano tossici e non deve presentare "angoli vivi" che potrebbero danneggiare i tessuti.
- Estetica: i denti artificiali devono essere il più possibile simili a quelli naturali in modo da non alterare il corretto profilo facciale del paziente

## Protesi fissa
La protesi fissa viene fissata agli elementi pilastro con la cementazione e non può essere rimossa dal paziente. In base alle funzioni si distinguono tre tipi di protesi fissa:
- protesi fissa di ricostruzione: ha il compito di ricostruire le parti anatomiche del dente asportato e preservarlo quindi dalla completa distruzione (es. corone, intarsi, perno moncone);
- protesi fissa di sostituzione: sostituisce completamente con elementi particolari i denti naturali (es. elementi intermedi di protesi a ponte);
- protesi fissa di fissazione: ha la proprietà di bloccare e distribuire correttamente le forze masticatorie (es. ferule di fissazione).

Tali elementi se si ancorano sul dente o radice residuo vengono definiti corone, se poggiano sui denti adiacenti (opportunamente limati) con il fine di ripristinare denti mancanti sono detti ponti, e se sono applicati su impianti inseriti nell'osso sono definiti protesi su impianti. Sono definite protesi fissa anche le faccette, che consistono in gusci di ceramica da applicare sui denti anteriori per finalità estetiche o funzionali. Negli ultimi anni ha assunto grande importanza la realizzazione computer-assistita di protesi fisse con tecnologia CAD/CAM.

### Requisiti della modellazione per protesi fissa
Ogni tipo di modellazione per protesi fissa per rispondere alle caratteristiche di funzionalità, resistenza, innocuità ed estetica deve avere i seguenti fondamentali requisiti.
- Modellazione anatomicamente perfetta: è necessario ricostruire il dente interessato in modo il più possibile simile a quello che il paziente aveva in natura, quindi con tutte le caratteristiche che aveva il dente sano; per questa ricostruzione ci si avvale degli eventuali altri denti presenti nell'arcata.
- Punto di contatto: deve essere ricostruito durante la modellazione per tre motivi: la distribuzione uniforme del carico masticatorio su tutta l'arcata, quindi la protezione dei singoli legamenti alveolo dentali; per evitare la "migrazione" del dente interessato o di quelli vicini; per proteggere la zona delle papille interdentali dal ristagno di cibo e quindi dalla possibilità di carie secondarie.
- Corretta occlusione: è importante ristabilirla per un'adeguata funzionalità della protesi. Se il dente fosse troppo corto il paziente non riuscirebbe a masticare perché i denti non taglierebbero e se invece il carico occlusale fosse elevato ci sarebbe il rischio di danni ai legamenti alveolo-dentali (parodontopatia) ed all'articolazione temporomandibolare. Inoltre i denti devono essere costruiti in maniera armonica affinché non inciampino nei movimenti di protrusiva o di lateralità. Se questo accadesse ci sarebbe uno spiazzamento della articolazione temporomandibolare con delle gravi conseguenze per il paziente (artosi e/o disfunzione della articolazione).
- Giuste dimensioni degli spazi interdentali e interstiziali: se le dimensioni degli spazi interdentali fossero troppo accentuate, la zona delle papille interdentali non avrebbe una sua precisa collocazione, e avremmo la possibilità di ristagno di cibo; se gli spazi interstiziali fossero troppo accentuati, il cibo potrebbe scivolare pur avendo il punto di contatto e col tempo causare una carie secondaria nella zona interdentale.
- Corretta ricostruzione della curvatura assiale: questa è la bombatura di ogni singolo dente in tutte le superfici verticali e va ristabilita durante la modellazione in dimensioni adeguate. Se la curvatura assiale è poco accentuata il cibo urterà frequentemente la gengiva, provocando arrossamenti e infiammazioni. Se invece la curvatura assiale è molto accentuata avremo ristagni di cibo e di conseguenza carie secondaria.
- Arrotondamento delle cuspidi: questa operazione si esegue per evitare che la corona in lega nobile che verrà applicata in bocca al paziente possa danneggiare il dente antagonista, visto che le leghe utilizzate in odontoiatria hanno un'abrasione praticamente nulla. Bisogna tenere presente anche l'età del paziente per stabilire l'inclinazione delle faccette cuspidiane (sono quei piani inclinati che si vengono ipoteticamente a formare sui versanti delle cuspidi in ogni direzione partendo dalla sommità della cuspide stessa).
- Modellazione del colletto a lama di coltello: nelle parti di protesi in cui il dente è ridotto a moncone la corona che si inserisce per andare sotto gengiva a livello del colletto deve avere uno spessore molto sottile detto a lama di coltello.

### Corone

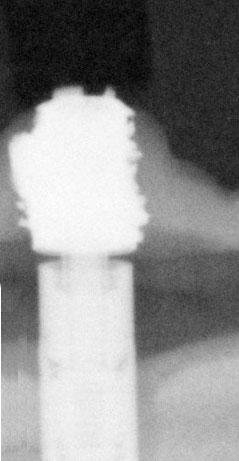
Radiografia di un impianto in sede

Le corone sono protesi per denti singoli dei quali almeno la radice è conservata. Si ancorano o al dente opportunamente preparato (moncone) o, tramite perni endocanalari, alla radice (corona Richmond). Le corone, come anche gli elementi di ponte, possono essere in metallo (dette corone in lega), metallo ceramica, solo ceramica (corona jacket crown). Correntemente si stanno presentando altri materiali utili per la protesi fissa.

### Ponti
Nei ponti l'elemento dentario estratto viene sostituito da una protesi che comprende anche gli elementi dentari adiacenti che vengono per questo ridotti a monconi e protesizzati anch'essi. L'elemento mancante assieme agli elementi pilastro (i monconi sui quali si appoggia) forma il ponte. Gli elementi pilastro devono avere un numero pari o superiore al numero delle radici pilastro degli elementi mancanti. Per travata si intende la parte di struttura destinata a sostenere l'elemento o gli elementi mancanti.

### Protesi su impianti
In questo caso la radice dell'elemento mancante viene sostituita da un impianto dentale solitamente in titanio o leghe biocompatibili e su questo viene cementato o avvitato l'elemento protesico. Con gli impianti è possibile sostituire denti singoli o realizzare ponti o strutture più estese (Ponti di Toronto, o similari) che possono sostituire tutti gli elementi dell'intera arcata dentaria.

### Faccette
Le faccette in porcellana sono sottili lamine in ceramica che vengono cementate sulla superficie visibile (detta vestibolare) dei denti anteriori. I denti che accolgono una faccetta sono leggermente limati per far spazio alla ceramica. Tuttavia, la loro preparazione è estremamente conservativa e deve essere mantenuta a livello della porzione più superficiale del dente, lo smalto. Lo smalto consente un'adesione ottimale delle faccette al dente.

### Protesi mobile

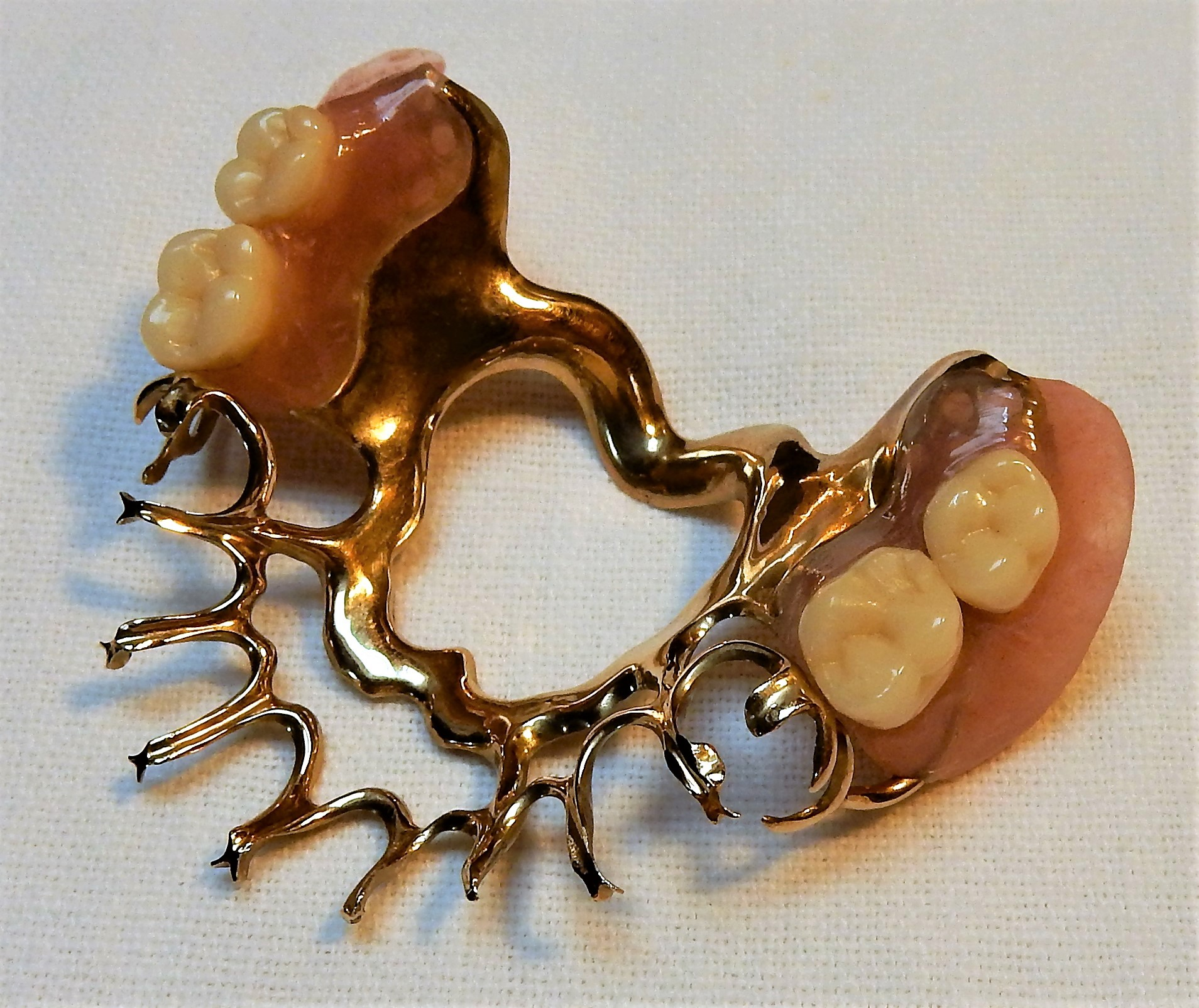
dentiera in oro e porcellana 1960

Con il termine "protesi mobile" si intendono tutte le protesi atte alla sostituzione di intere arcate o parti di essa. Sono definite mobili in quanto possono essere rimosse facilmente dal paziente durante l'arco della giornata.
Protesi mobili sono la protesi totale, la protesi parziale e la protesi mista-scheletrata.

### Protesi parziale

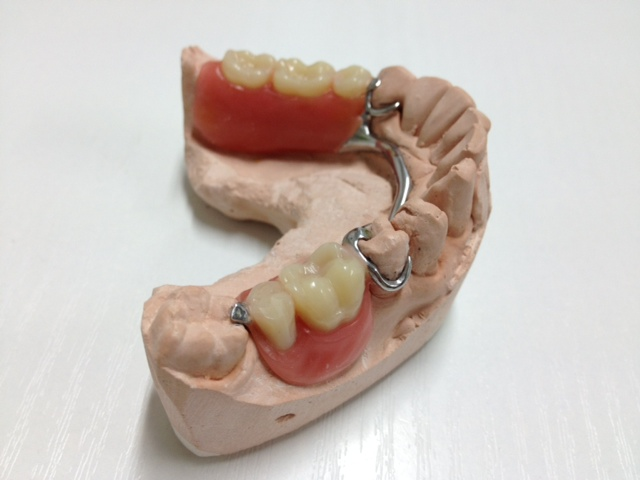
Protesi parziale con ganci

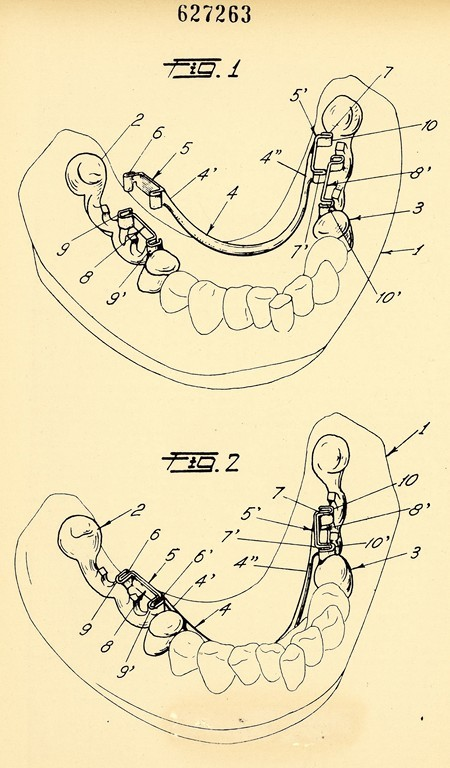
Brevetto di un dispositivo per protesi parziale, Bologna 1961

La protesi parziale si ancora tramite ganci o attacchi di precisione ai denti rimanenti. Quando la protesi parziale ha una struttura di sostegno metallica viene definita protesi scheletrica o scheletrato e se mista con attacchi di precisione su elementi pilastro viene detta protesi combinata. Si può realizzare anche una protesi tipo scheletrato in resina acetalica o termopressata senza ganci in metallo. È anche realizzabile una protesi a base di nylon e quindi senza metallo e con caratteristiche di biocompatibilità e flessibilità.

### Protesi totale

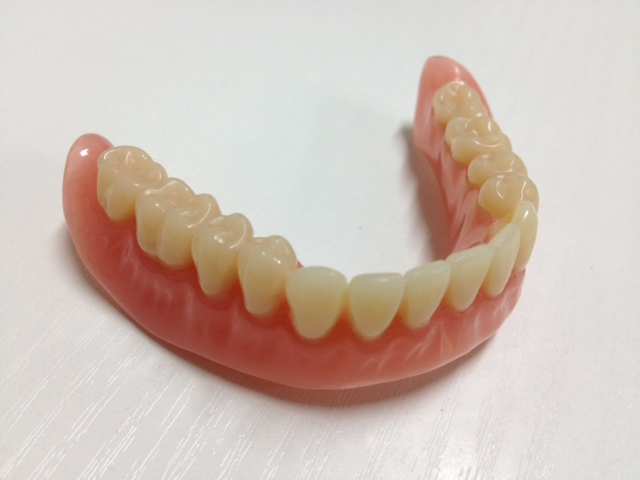
Protesi completa inferiore

La protesi totale rientra tra i dispositivi afisiologici, in quanto i carichi masticatori vengono completamente scaricati sulla mucosa e sull'osso sottostante, perché denti residui o radici vengono a mancare (edentulia). Ha quindi il compito di ristabilire completamente le funzioni masticatorie. Nell'esecuzione di questa protesi bisogna rispettare il profilo del viso (profilo facciale). Essa è meglio definita "mobile totale" in quanto risulta essere un dispositivo che il paziente stesso può rimuovere e reinserire in qualsiasi momento della giornata.
È un dispositivo atto a sostituire intere arcate ormai edentule, costituito da una struttura di sostegno in resina acrilica. I denti utilizzati sono denti del commercio sia in ceramica (poco utilizzati) che in resina acrilica o composita. Con i denti prodotti si ottengono ottimi risultati estetici: fondamentale è l'abilità dell'odontotecnico che, in particolare per i denti frontali, riesce a conferire alla protesi un aspetto naturale che ben si adatti al viso e alle espressioni del paziente.
Se la sella edentula fosse poco rilevata o comunque per aumentare la ritenzione della protesi totale è possibile, se la quantità di osso residuo è sufficiente, ricorrere alla chirurgia implantare. In tal caso verrebbero inseriti nella cresta edentula degli impianti con funzione di ancoraggio (in genere per la tecnica overdentures con ritenzione sferica, nell'arcata inferiore vengono inseriti due impianti nella zona dei canini).